# Мальтійська служба допомоги

Мальтійська служба допомоги — благодійна організація, яка розпочала свою роботу у Львові в грудні 1990 р. в рамках зимової гуманітарної допомоги з Німеччини, а 23 лютого 1993 р. за ініціативи Суверенного військового Ордену Госпітальєрів Святого Іоанна Єрусалимського, лицарів Родосу і Мальти та Німецької Мальтійської служби допомоги було зареєстровано Благодійну організацію «Мальтійська служба допомоги».
Сповідуючи мальтійське гасло «Збереження віри та допомога потребуючим», Мальтійська служба допомоги працює для дітей з інтернатів та сиротинців, бідних одиноких людей похилого віку, людей з інвалідністю, забезпечуючи посильну систематичну та послідовну підтримку та допомогу. 
З 1993 року інструктори Мальтійської служби навчають українців першої домедичної допомоги. Тренінги на 80% інтерактивні та складаються з практики.
З 2014 року Мальтійська служба надає психологічну допомогу людям, які постраждали через війну. З початком повномасштабного вторгнення діяльність фахівців Центру психологічного супроводу та підтримки значно розширилась.Йдеться як про групові, так і про індивідуальні консультації. Психологи працюють у прихистках, транзитних центрах для переселенців та біженців, в інклюзивних центрах для дітей, у лікарнях з людьми, які втратили кінцівки через війну, в освітянському середовищі.
У вересні 2022 року за фінансової підтримки Міністерства закордонних справ Німеччини Мальтійська служба надала майстерню протезування для проєкту Національний реабілітаційний центр UNBROKEN (“Незламні”), щоб допомогти пораненим українцям, які втратили кінцівки під час війни.
За допомогою організацій-партнерів Мальтійська служба передає гуманітарну допомогу у різні області України, які підтримують місцеве населення, що страждає від російської агресії. Йдеться про генератори, будівельні матеріали, набори зимової допомоги, гігієну, продукти й інші речі першої необхідності.

## Мальтійський Орден та Україна
У XVII ст. українські землі дивовижним чином виявилися пов'язаними з історією Мальтійського Ордену. Останній із роду князів Острозьких — Януш, католик за віросповіданням, 1609 року заснував на користь своєї доньки Єфросинії, одруженої з Олександром Заславським, майорат. Якби рід перервався, майорат мав бути перетворений на Командорство Мальтійського Ордену. Але всупереч заповіту князя Острозького й попри численні протести з боку керівництва Ордену цей майорат перейшов наприкінці XVII ст. у власність князів Санґушків.
Залагодити справу вдалося лише у другій половині XVIII ст., коли спеціальний уповноважений Ордену звернувся з відповідним клопотанням безпосередньо до російської імператриці Катерини II. Зрештою на українсько-білоруських і польських землях, які після поділів Речі Посполитої відійшли до Росії, було засновано Велике Пріорство Мальтійського Ордену. Незабаром Ордену передали ще й усі маєтності єзуїтів у Польщі.
У сучасній незалежній Україні Мальтійський Орден присутній із 1990 року, коли в рамках зимової гуманітарної допомоги з Німеччини розпочала свою діяльність Мальтійська служба допомоги. 23 лютого 1993 року за ініціативи керівництва Суверенного Мальтійського ордену та Німецької Мальтійської служби допомоги було зареєстровано Благодійну організацію «Мальтійська служба допомоги». Першим проектом новоствореної організації була «Благодійна кухня».
Сьогодні Мальтійська служба допомоги присутня у Львові, Івано-Франківську, Берегові. 
Важливим напрямом діяльності Мальтійського Ордену в Україні стала гуманітарна допомога Лічниці Шептицького, яку з 1990 року і донині надає Флорентійська Делегація Великого Пріорату Риму Мальтійського Ордену.
Варто зазначити, що між Україною і Суверенним Мальтійським Орденом установлено й дипломатичні відносини. Так, 5 липня 2007 року Президент Віктор Ющенко уповноважив Надзвичайного і Повноважного Посла України в Італійській Республіці Георгія Чернявського на підписання від імені України Протоколу (у формі обміну нотами) між Україною та Суверенним Військовим Орденом Госпітальєрів Святого Іоанна Єрусалимського, Родосу і Мальти про встановлення дипломатичних відносин.
21 липня 2008 року було призначено першого Надзвичайного і Повноважного Посла України при Суверенному Військовому Ордені Госпітальєрів Святого Іоанна Єрусалимського, Родосу і Мальти (за сумісництвом). Ним стала Надзвичайний і Повноважний Посол України у Ватикані Іжевська Тетяна Іванівна, яка 3 березня 2009 року вручила вірчі грамоти Князеві та Великому Магістру Мальтійського Ордену Фра Метью Фестінгу.
У свою чергу, 16 квітня 2008 року Князь і Великий Магістр Мальтійського Ордену призначив п. Пауля Фрідріха фон Фурхерра Надзвичайним і Повноважним Послом Суверенного Військового Ордену Госпітальєрів Святого Іоанна Єрусалимського, Родосу і Мальти в Україні, а 21 листопада 2008 року відбулося вручення вірчих грамот Президентові України Вікторові Ющенку. У 2014 році Надзвичайним і Повноважним Послом Мальтійського Ордену в Україні був призначений Антоніо Ґаззанті Пульєзе ді Котроне.

## Діяльність

### Благодійна кухня
Починаючи з 1990 року Мальтійська служба допомоги працює з проектами підтримувального харчування. За час роботи проектів мальтійської благочинної кухні видано понад 4 000 000 порцій. Переважно відвідувачами благодійної кухні є одинокі малозабезпечені люди похилого віку. Життя розпорядилося так, що на старість вони залишилися одинокими, часто важко хворими (50 % мають інвалідність). За роки роботи благодійної кухні вироблено гнучку схему допомоги: частина нужденних приходять до пунктів роздачі гарячої їжі; особам, що обмежені в пересуванні, довозять гарячі обіди додому; старші люди з дуже низьким матеріальним забезпеченням, які самостійно можуть приготувати собі їжу, регулярно отримують харчові пакунки.
Щоб нужденні громадяни мали змогу святкувати найбільше християнське свято, Мальтійська служба допомоги з 2008 року започаткувала акцію «Великодній кошик», в рамках якої пакуються, освячуються і розвозяться великодні набори продуктів людям, котрі через стан здоров'я та складне матеріальне становище не можуть самостійно їх придбати та освятити.

### Польова кухня
Польова Кухня Мальтійської служби - волонтерська спільнота, покликана для швидкого реагування у надзвичайних ситуаціях, служіння біженцям і потребуючим та забезпечення харчуванням соціальних, культурних, спортивних та молодіжних заходів, прощ, таборів тощо. 
З грудня 2013 по березень 2014 року, під час Революції Гідності, події якої розгорталися в Києві, на Майдані Незалежності працювала Польова Кухня Мальтійської Служби Допомоги. Волонтери, майже в режимі нон-стоп, готували перші та другі страви та свій фірмовий «Мальтійський» чай. За 107 днів праці було приготовано понад 416 тис. порцій страв. На польовій кухні здебільшого працювали волонтери Мальтійської служби допомоги, а також до роботи залучалися усі бажаючі. 

### Святий Миколай - дітям у потребі
З 1997 року Мальтійська служба допомоги щороку проводить благодійну акцію – “Святий Миколай – дітям у потребі”. Понад 4000 дітей щорічно отримують персональні подарунки. Це свято – символ милосердя та добра.
Благодійна ініціатива зосереджує свою увагу не лише на дитячих будинках чи сиротинцях. Подарунки, закуплені за підтримки благодійників, обов’язково відправляються до дітей у складних життєвих обставинах, з малозабезпечених чи багатодітних сімей, дітей з інвалідністю й всіх тих, кому насправді потрібна допомога.
Цією традиційною акцією Мальтійська служба допомоги показує, що ніколи не потрібно втрачати віру в диво, що під добрим іменем Святого Миколая ми можемо робити щасливими усіх, хто поруч, а особливо наших українців, на долю яких випали зовсім не дитячі випробування. 

### Тренінги з першої домедичної допомоги
Навесні 2015 року за фінансової підтримки Міністерства Закордонних Справ Польщі стартував спільний проект Мальтійської Служби Допомоги України та Мальтійської Медичної Служби Польщі «Розвиток системи добровільної рятувальної медичної служби в Україні».
Волонтери з Івано-Франківська, Львова після прослуховування теоретичних лекцій та проходження практичних занять отримали право називатися рятувальниками кваліфікованої першої допомоги, підтверджене офіційними сертифікатами та дипломами.
В рамках проекту, окрім знань та навичок, рятувальники також отримали уніформу та медичне спорядження.
Влітку 2016 року навчання пройшли нові групи з Берегова, Южноукраїнська, Запоріжжя та Маріуполя.
Окрім навичок з першої допомоги, волонтери-рятувальники Мальтійської Служби Допомоги отримали знання та сертифікати, необхідні для навчання інших людей.
Курси першої домедичної допомоги проводяться для кожного, хто прагне навчитися надавати допомогу та готовий застосувати свої знання при потребі.

Психологічний супровід і підтримка
Фахівці Мальтійської служби допомоги у сфері ментального здоров’я працюють у Києві, Харкові та на Львівщині (Львів, Львівський район, Червоноград, Самбірський та Золочівський район). 
У складі команди  - понад 50 осіб. У штаті є психологи, в тому числі клінічні, психотерапевти різних модальностей, соціальні працівники тощо; 
Психологи надають послуги людям, що постраждали від військових дій в Україні: з початком повномасштабного вторгнення – вимушено переміщеним особам, сьогодні ж, це широке коло людей, які постраждали внаслідок російської агресії в Україні. Це і родини (дорослі і діти), що втратили близьких на війні, постраждалі з ампутованими кінцівками та іншими складними формами набутої внаслідок війни інвалідності, демобілізовані, жертви гендернозумовленого насильства, жертви тортур, особи, що перебували в полоні, а також - розширена мережа допомагаючих професій (в тому числі освітяни, працівники соціальних центрів та інші  працівники державних та комунальних закладів).  
Послуги, які в рамках проекту надаються постраждалим від російської агресії в Україні:
- Індивідуальна та групова психосоціальна підтримка
- Індивідуальні психологічні консультації та короткотермінова психотерапія для дітей та дорослих
- Артерапевтичні групи, в тому числі музикотерапія
- Тілесно-орієнтовані відновлювальні практики
- Психоедукація та тренінгові заходи щодо питань стресодолання, збереження та відновлення психічного здоров’я людини в умовах війни Україні
- Інтеграційні заходи, що спрямовані на розбудову миру та соціальної згуртованості в Україні .

Гуманітарна допомога
З першого дня повномасштабної війни рф проти України, Мальтійська служба надає гуманітарну допомогу постраждалим українцям. Зокрема забезпечує громади генераторами, допомагає у відновленні будинків після ворожих обстрілів, забезпечує родини у прифронтових  районах зимовими наборами з речами першої необхідності.
За допомогою організацій-партнерів Мальтійська служба передає гуманітарну допомогу у різні області України, де мешканці найбільше страждають від російської агресії, зокрема у Харківську, Запорізьку, Одеську, Миколаївську й Херсонську. 